# 陈传阔
陈传阔（1945年—），安徽淮南人，中国人民解放军将领、中国人民武装警察部队中将。 1945年10月出生，安徽淮南人。1966年1月入党，1965年7月参加工作。国防大学基本系毕业，大专学历。
'

## 任职经历
1965年7月至1970年1月任中共中央办公厅机要局机要干部学校学员。
1970年1月参加中国人民解放军。
1970年1月至1971年9月为中央警卫团训练大队战士。
1971年9月至1973年11月任中央警卫团训练大队副区队长。
1973年11月至1978年4月任中央警卫团司令部军训科参谋。
1978年4月至1981年10月任解放军总参谋部警卫局司令部军训处参谋。
1981年10月至1982年12月任解放军总参谋部警卫局司令部第一警卫处副处长。
1982年12月至1983年10月任解放军总参谋部警卫局警卫处副团职参谋。
1983年10月至1985年7月任解放军总参谋部警卫局警卫处副处长。
1985年7月至1993年4月任解放军总参谋部警卫局警卫处处长（期间：1986年9月至1988年7月在国防大学基本一系学习）。
1993年4月至1996年7月任武警部队副参谋长(副军职)。
1996年7月至1999年12月任武警部队副参谋长。
1999年12月至2003年12月武警部队参谋长、武警部队党委委员。
2003年12月任武警部队副司令员、武警部队党委委员。
1994年9月晋升武警少将警衔，2001年被授予武警中将警衔。
2008年，当选第十一届全国政协常务委员，代表特别邀请人士，分入第五十六组。并担任经济委员会专委。